# Sœurs de la Mère du Carmel
Les Sœurs de la Mère du Carmel (en latin: Congregatio Sororum Mater Carmeli) est une congrégation religieuse féminine syro-malabar de droit pontifical. C'est la première congrégation féminine de cette Église orientale. 

## Histoire
La congrégation est fondée le 13 février 1866 à Koonammavu (en) (Kerala) par Kuriakose Elias Chavara et Léopold Beccaro, un missionnaire carme déchaux italien. L'institut se répand dans de nombreux diocèses donnant naissance à plusieurs congrégations autonomes qui se réunissent en 1963. L'institut reçoit l'approbation pontificale le 2 mars 1967.
Euphrasie du Sacré-Cœur de Jésus, canonisée le 23 novembre 2014 par le pape François était membre de cette congrégation.

## Activités et diffusion
Tout en menant une vie contemplative d'inspiration carmélitaine, les religieuses de la Mère du Carmel se consacrent à l'enseignement et aux soins des malades.
Elles sont présentes en:
- Europe : Allemagne, Italie.
- Amérique :  États-Unis.
- Afrique : Afrique du Sud, République centrafricaine, Kenya, Malawi, Soudan, Tanzanie.
- Asie : Inde.

La maison-mère se trouve à Aluva, au Kérala. 
En 2015, la congrégation comptait 6465 sœurs dans 668 maisons.

## Source
- Article Congregation of the Mother of Carmel dans A concise Encyclopaedia of Christianity in India, Pune ,Jnana-Deepa Vidyapeeth, 2014, pp.341-342.

## Annexe